# 亚当·汪德鲁斯卡亚
亚当·汪德鲁斯卡亚（德語：Adam Wandruszka，1914年8月6日—1997年7月9日），出生于乌克兰利沃夫的历史学家和新闻记者。汪德鲁斯卡亚曾在维也纳当地及德国科隆的大学担任教授，曾出版的有关哈布斯堡王朝与神圣罗马帝国利奥波德二世的书籍是其代表作。
1997年逝世于奧地利维也纳。